# Deep Blue (canción)
«Deep Blue» es una canción del músico británico George Harrison, publicada como cara B del sencillo benéfico «Bangla Desh» (1971). La letra de la canción está inspirada en la muerte de su madre, quien murió a causa de un cáncer el año anterior, y en las frecuentes visitas que el músico realizó al hospital donde estuvo ingresada, en el norte de Inglaterra. Fue publicada como tema extra en la reedición de 2006 del álbum Living in the Material World.

## Personal
- George Harrison: voz, guitarra acústica y dobro
- Klaus Voormann: bajo
- Jim Keltner: batería